# Resö
Resö är en ö och en småort i Tanums kommun i Bohuslän och Västra Götalands län. 
Resö är beläget i kommunens nordvästra hörn. Från fastlandet tar man sig till Resö genom att ta av från E6:an mot väster vid Skälleröd. Sedan passerar man Kragenäs och därefter åker man först över en bro till ön Galtö och sedan över ytterligare en bro till Resö.
Vatten och öar väster om Resö, bland annat ön Bissen, ingår i Kosterhavets nationalpark.

## Historia
På en karta från 1600-talets finns fem bebyggelsetecken markerade på Resö. Troligen är det jordbrukare, med fiske som binäring, som bor på ön. Under 1800-talet ökade befolkningen och två strandsamhällen växte upp: dels ett vid Torgelsholmen i nordost och dels ett vid västra stranden mitt mot ön Bissen.
Under 1900-talet ökade fisket i betydelse och vid mitten av 1930-talet, när nya fiskehamnen i väster invigdes var 26 fiskebåtar hemmahörande på Resö. Det var under denna period, som även pensionatsrörelsen startade.

## Samhället
I Resös hamn finns fortfarande trålare. Ön har en matbutik. Det har uppförts en byggnad i hamnen som utgör samlingslokal och även servering (sommartid), Hamnmagasinet, som även går att hyra till olika evenemang. Hamnen är en gästhamn. En bit upp i backen, sett från hamnen, ligger det gamla pensionatet, som numera är privatbostad med uthyrd caféverksamhet i källarplan. På Resö finns ett kapell invigt år 1916.

## Näringsliv
Fortfarande finns några trålare med Resö som hemmahamn; fisket är inriktat på räkor och kräftor. Affären är öppen året runt. Några öbor försörjer sig som hantverkare, främst med uppgifter med de sommarboendes fritidshus. Många pendlar till arbete, främst i Tanumshede och Strömstad.